# Assaig (arts escèniques)

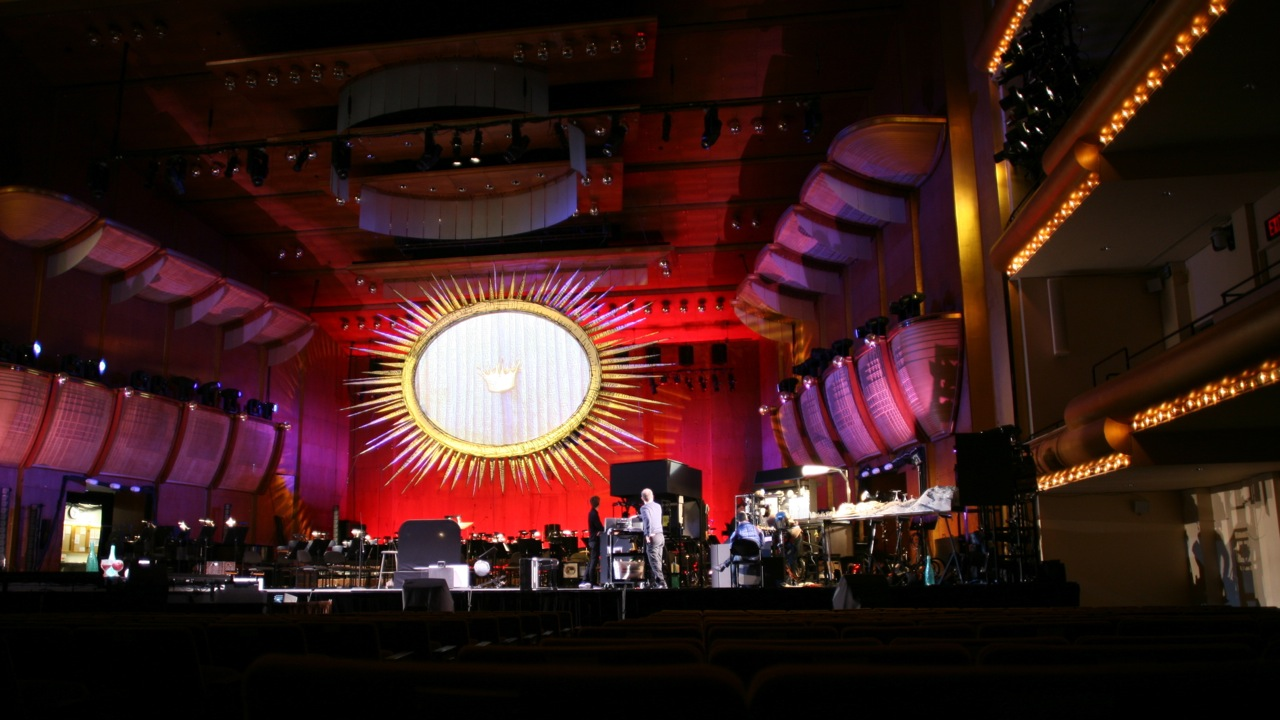
Assaig d'una òpera

Un assaig és una prova en principi a porta tancada que es fa abans de la presentació final d'un espectacle als espectadors. Els assajos es fan a totes les arts escèniques, incloent concerts musicals, teatre, dansa, circ, castells, etc. i de vegades també a les arts audiovisuals. No són només repeticions sinó que inclouen la creació de l'espectacle, intents i avaluació de quins elements funcionen i quins no, improvisacions, innovacions, millores, proves artístiques i tècniques.
Els assajos poden ser parcials, quan es fan només d'un tros de la peça total final o bé quan es fan d'alguns elements; i generals quan de tota la peça, amb totes les persones que hi participen i tots els elements (decorat, objectes, vestuari, llum, so, etc.), és a dir en les condicions més semblants possibles a com es presentarà al públic. L'assaig general de vegades pot tenir públic.

## Assaig teatral

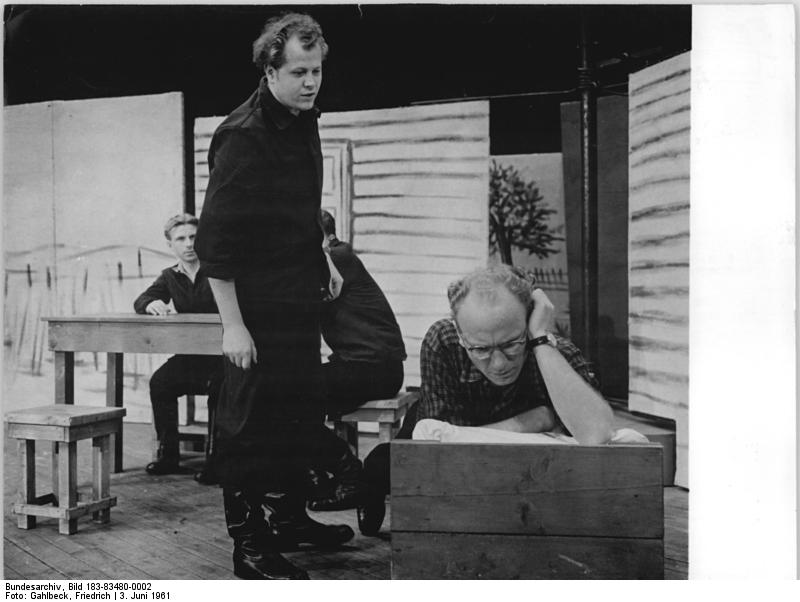
Assaig teatral

En teatre i altres disciplines escèniques els assajos comprenen totes les sessions de creació de la peça, des de l'inici fins al resultat final i incloent tècniques creatives com el laboratori i la improvisació, per exemple. Solen començar amb un escalfament, corporal i vocal, i diverses tècniques de relaxació i concentració. Els intèrprets i directors porten cada dia llibretes a les quals prenen apunts, i sovint hi ha també gravacions senzilles per a recordar diàlegs i moviments per a propers assajos. Altre mètode per a registrar els moviments havia estat el Laban, per exemple. Es van provant i fixant estil, escenografia, objectes, text, cançons, músiques i tota mena d'actituds, accions, interaccions, moviments i desplaçaments. És possible que la peça inclogui parts més o menys obertes, o amb improvisacions, que també s'assagen. A mesura que es va creant la peça, o antigament al final de tot, es fan proves o assajos de vestuari, perruqueria i maquillatge.
També cal fer el que se sol anomenar assaig tècnic, en el qual es van provant els efectes audiovisuals, de so, de llum o de canvis a l'escenografia (tramoia). Es poden fer per separat al començament i com a mínim caldria fer un al que s'assagi tot alhora, com per exemple a l'assaig general. Aquests assajos també són necessaris cada vegada que l'espectacle es presenta en un nou espai.
Alguns directors poden incloure algun assaig a l'alemanya, que consisteix a marcar els desplaçaments, moviments i accions dels actors, si cal amb part del text, per a recordar-los ràpidament i donar seguretat als intèrprets. De fet aquest tipus d'assaig també és útil quan un espectacle està de gira, o té un bolo fora del seu espai habitual, per a adaptar-lo al nou espai, que segurament tindrà altres dimensions (pot ser més allargat, més petit, inclinat o no...), potser tindrà o mancaran certs elements, etc.
Igualment, quan hi ha text de vegades es pot fer un assaig a la italiana per a repassar ràpidament el text, que consisteix a només dir el text el més ràpid possible, sense pauses i sense entonació. Es pot fer abans d'un assaig més complet o poc abans de presentar la peça, per a donar seguretat als intèrprets.

## Assaig casteller

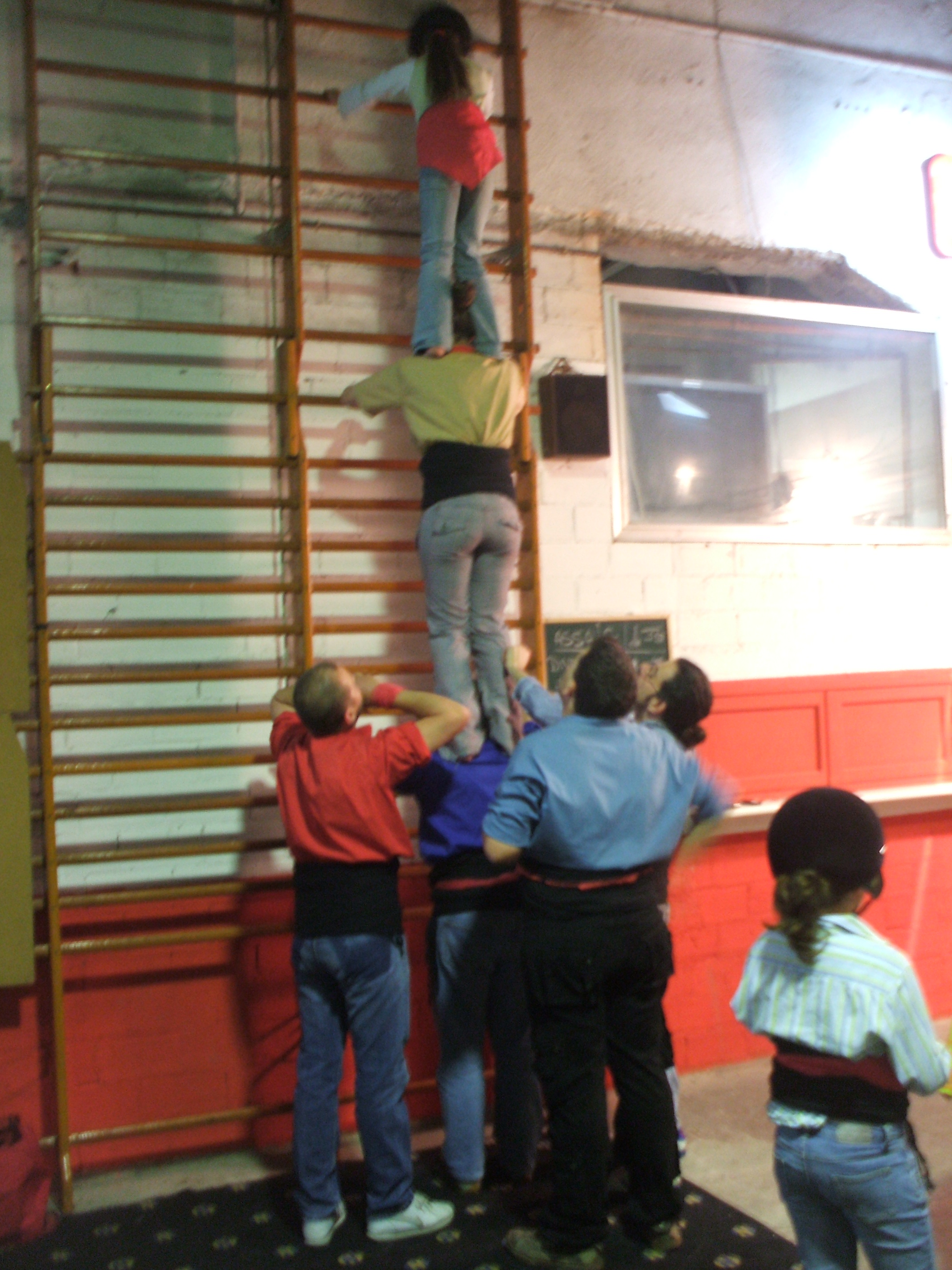
Assaig amb espatlleres

Els castells són un tipus d'arts escèniques populars de carrer, que també requereixen assajos per agafar pràctica i confiança, i per provar els llocs per les persones que en cada actuació poden assistir. Aquests es fan dos, tres o més dies a la setmana segons la colla, habitualment a cobert i les colles disposen de mitjans (com espatlleres o xarxes amb forats) que permeten practicar amb un risc reduït de prendre mal.
Habitualment els pilars s'assagen per separat dels castells, i aquests per trams; muntatge de pinya, tronc, pom de dalt i canalla; o combinacions parcials de trams. Abans i després de cada assaig és prudent una sessió d'escalfament i estiraments per preparar els músculs i evitar lesions per l'esforç.

## Assaig musical

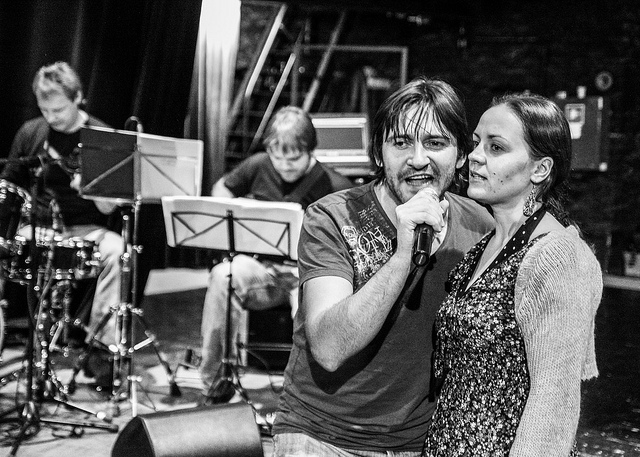
Assaig musical

Els assaigs als concerts es fan per tal que les peces surtin ben ajustades entre els músics, i també entre músics i cantant o cantants.
1. Per veure si hi ha exactitud en les còpies
2. Perquè els músics puguin entrar amb oportunitat, sabent que el precedeix i qui li passa
3. Perquè, sentint abans la peça, puguin, els que hagin d'executar-la, fer-se càrrec de l'esperit de la composició i de la intenció del compositor per a executar fidelment tot el que aquest hagi escrit. Els assajos també serveixen per al mateix compositor doncs escoltant la seva pròpia obra pot jutjar millor de l'efecte d'ella i fer les correccions i variacions que consideri necessàries.

Als assaigs musicals es considera que són parcials quan es fan pel director entre les veus amb acompanyament de piano i generals quan es fan amb totes les veus i instruments que entren en l'òpera al que s'afegeix tot l'aparell escènic com si s'executara ja en presència del públic